# Euphrasia formosissima
Euphrasia formosissima är en snyltrotsväxtart som beskrevs av Carl Skottsberg. Euphrasia formosissima ingår i släktet ögontröster, och familjen snyltrotsväxter. Inga underarter finns listade i Catalogue of Life.